# Ribadumia
Ribadumia là một đô thị trong tỉnh Pontevedra, Galicia, Tây Ban Nha.
42°31′B 8°45′T / 42,517°B 8,75°T